# Тлумак Андрій Богданович
Андрі́й Богда́нович Тлу́мак (нар. 7 березня 1979, Стрий, Львівська область) — колишній український футболіст. Найбільш відомий виступами за «Карпати», у складі яких він провів з перервами понад десять років, зігравши за цей час приблизно 200 матчів. По закінченні ігрової кар'єри — тренер. З 2018 по 2020 очолював луцьку «Волинь». З 2020 по 2023 тренер «Карпат» (Львів).

## Кар'єра

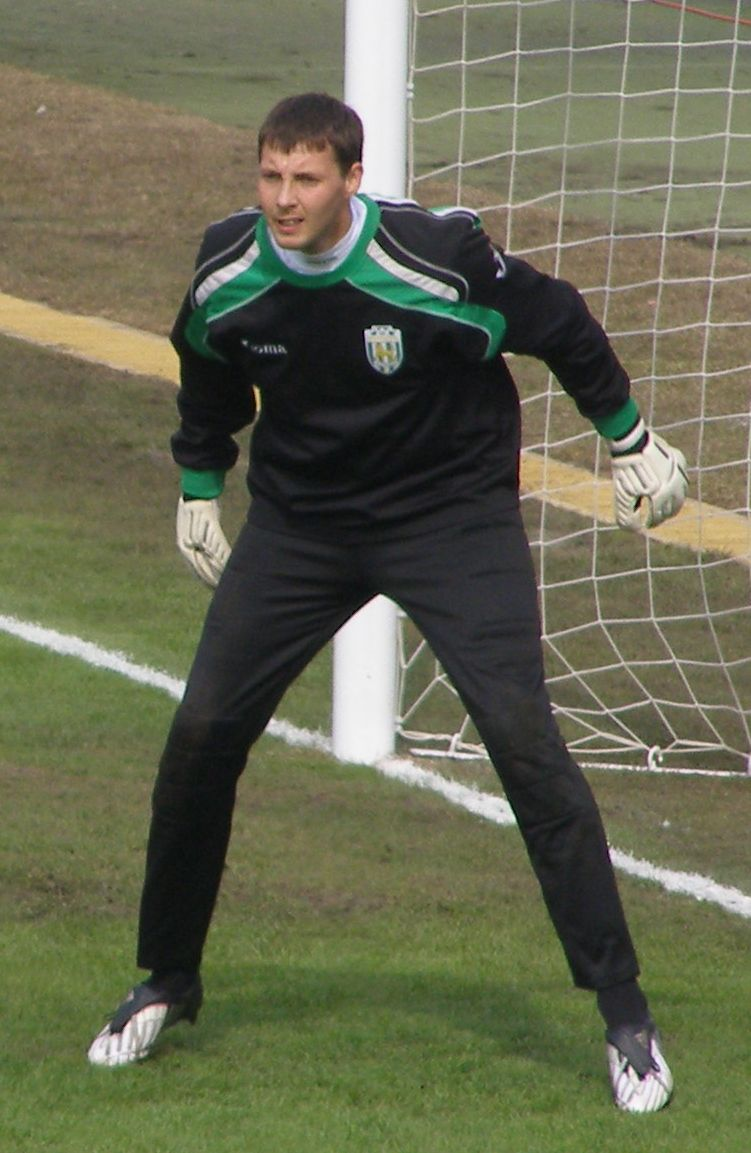
Андрій Тлумак під час виступів за «Карпати». 20 березня 2010 року

У першостях України дебютував у складі друголігового «Газовика» (Комарно) в сезоні 1996/97. Потім перейшов у львівські «Карпати», де спочатку грав за фарм-клуб, а в сезоні 1999/00 дебютував за львівську команду у вищій лізі — 22 квітня 2000 року в матчі проти криворізького «Кривбасу».
Постійно змагався за місце в основі «Карпат» — спершу з Богданом Стронціцьким, а згодом — з Мацеєм Налєпою і Богданом Шустом. Частину сезону 2005/06 провів у «Металургу» (Запоріжжя), потім повернувся до Львова і в першості 2006/07 був капітаном «Карпат».
Улітку 2007 року відгукнувся на запрошення Мирона Маркевича (який колись тренував «Карпати») і перейшов до харківського «Металіста». Проте там футболіст не зумів скласти конкуренцію Олександрові Горяїнову. Щоби мати ігрову практику Тлумак сезон 2008/09 провів у луганській «Зорі», але вже на початку першості, 25 жовтня 2008 року на 7-й хв. матчу з ФК «Львів» воротар зіткнувся з гравцем львів'ян Григорієм Баранцем і, попри біль, дограв перший тайм до кінця. У перерві довелося зробити заміну, а Тлумака каретою «швидкої допомоги» доставлено до лікарні. Діагноз — компресійний перелом дев'ятого грудного хребця.
У червні 2009 року був на оглядинах у сімферопольській «Таврії», але, урешті-решт, повернувся до львівських «Карпат», з якими підписав 3-річний контракт. Незабаром Тлумак став капітаном команди та одним із улюбленців львівських уболівальників.
У червні 2012 року отримав статус вільного агента і залишив розташування клубу. У жовтні того ж року повернувся до львівського клубу як помічник головного тренера юніорської команди Радослава Боянова.
У 2013 виступав за аматорський клуб Шахтар (Червоноград) на першості Львівської області.

## Приватне життя
Одружений. Разом з дружиною Ольгою виховують сина Юрія. Разом з рідними має ресторан у Львові.

## Статистика виступів
| Сезон     | Клуб                   | Ліга         | Чемпіонат | Чемпіонат | Кубок | Кубок |
| Сезон     | Клуб                   | Ліга         | Ігри      | Голи      | Ігри  | Голи  |
| --------- | ---------------------- | ------------ | --------- | --------- | ----- | ----- |
| 1996—1997 | «Газовик» (Комарно)    | Друга ліга   | 21        | −16       | 1     | 0     |
| 1997—1998 | «Карпати-2» (Львів)    | Друга ліга   | 18        | −28       | 1     | −3    |
| 1998—1999 | «Карпати-2» (Львів)    | Друга ліга   | 16        | −25       | 0     | 0     |
| 1999—2000 | «Карпати-2» (Львів)    | Друга ліга   | 14        | −18       | 0     | 0     |
| 1999—2000 | «Карпати» (Львів)      | Вища ліга    | 2         | −2        | 0     | 0     |
| 2000—2001 | «Карпати-2» (Львів)    | Друга ліга   | 6         | −5        | 0     | 0     |
| 2000—2001 | «Карпати» (Львів)      | Вища ліга    | 14        | −26       | 1     | −3    |
| 2001—2002 | «Карпати-3» (Львів)    | Друга ліга   | 2         | −2        | 0     | 0     |
| 2001—2002 | «Карпати-2» (Львів)    | Перша ліга   | 9         | −11       | 0     | 0     |
| 2001—2002 | «Карпати» (Львів)      | Вища ліга    | 17        | −19       | 5     | −6    |
| 2002—2003 | «Карпати-2» (Львів)    | Перша ліга   | 6         | −4        | 0     | 0     |
| 2002—2003 | «Карпати» (Львів)      | Вища ліга    | 8         | −10       | 1     | −2    |
| 2003—2004 | «Карпати-3» (Львів)    | Друга ліга   | 2         | −1        | 0     | 0     |
| 2003—2004 | «Карпати-2» (Львів)    | Перша ліга   | 10        | −15       | 0     | 0     |
| 2003—2004 | «Карпати» (Львів)      | Вища ліга    | 9         | −11       | 0     | 0     |
| 2004—2005 | «Карпати» (Львів)      | Перша ліга   | 23        | −19       | 1     | −1    |
| 2005—2006 | «Карпати» (Львів)      | Перша ліга   | 1         | 0         | 0     | 0     |
| 2005—2006 | «Металург» (Запоріжжя) | Вища ліга    | 10        | −13       | 2     | −2    |
| 2005—2006 | «Карпати» (Львів)      | Перша ліга   | 10        | −5        | 2     | −3    |
| 2006—2007 | «Карпати-2» (Львів)    | Друга ліга   | 2         | −1        | 0     | 0     |
| 2006—2007 | «Карпати» (Львів)      | Вища ліга    | 20        | −19       | 1     | −1    |
| 2007—2008 | «Металіст» (Харків)    | Вища ліга    | 6         | −10       | 2     | −3    |
| 2007—2008 | «Зоря» (Луганськ)      | Вища ліга    | 7         | −11       | 0     | 0     |
| 2008—2009 | «Зоря» (Луганськ)      | Прем'єр-ліга | 5         | −4        | 0     | 0     |
| 2009—2010 | «Карпати» (Львів)      | Прем'єр-ліга | 21        | −26       | 2     | −3    |
| 2010—2011 | «Карпати» (Львів)      | Прем'єр-ліга | 15        | −18       | 2     | −2    |
| 2011—2012 | «Карпати» (Львів)      | Прем'єр-ліга | 18        | −32       | 2     | 0     |